# 沐琮
沐琮（1450年—1496年），字廷芳，号益庵、东山居士，祖籍河南定遠（今安徽），明朝将领、诗人、书法家。

## 生平
景泰七年（1456年），沐琮袭封黔国公。镇守云南三十年，关心屯田水利。成化十八年（1482年），加封太子太师，佩镇南将军印。好读书，工诗乐府，研习书史，手不释卷。工草书。弘治九年（1496年）九月，沐琮逝世，死后谥号武僖。

## 家族
曾祖父沐英。
沐琮無子，以沐昂孫沐瓚之孫沐昆承襲黔國公爵位。